# FKスモレヴィチ
FKスモレヴィチ（ロシア語: Футбольный клуб «Смолевичи»）は、ベラルーシのミンスク州スマリャヴィチ (Смалявічы) をホームタウンとするサッカークラブである。

## 歴史
2009年にヴィグヴァム (Вигвам) として創設された。同年にミンスク州の選手権に参加し、14チーム中10位の成績を残した。
2010年にディビジョン3のセカンドリーグに参加し、18チーム中11位の成績を残した。
2011年4月に州登録証明書を受領し、ベラルーシサッカー連盟に加盟した。同年8月にスモレヴィチ (Смолевичи) に改称された。2011年にセカンドリーグで16チーム中12位の成績を残した。
2012年にサルマトテルモ＝インジニリング (СарматТермо-Инжиниринг) がタイトルスポンサーになり、スモレヴィチ＝STI (Смолевичи-СТИ) に改称された。同年にセカンドリーグで優勝し、ファーストリーグに昇格した。
2013年にファーストリーグでデビューを果たし、2016年までの間はファーストリーグで中位の成績を残した。2016年1月にBATEボリソフとの協力関係が締結され、ファームクラブとなったスモレヴィチ＝STIにはBATEボリソフの選手やコーチングスタッフが加入した。同年にファーストリーグで8位の成績を残したが、BATEボリソフとの協力関係は継続されず解消された。
2017年にファーストリーグで2位になり、クラブ史上初のプレミアリーグ昇格を果たした。同じくプレミアリーグ昇格を決めたルチ・ミンスクも初昇格であった。
2018年1月にスモレヴィチ＝STIからスモレヴィチに改称された。同年にプレミアリーグでデビューを果たしたが、15位に終わり、ファーストリーグに降格した。
2019年にファーストリーグで2位になり、プレミアリーグに復帰した。
2020年シーズンは同年10月24日に開催されたプレミアリーグ第27節のFKゴロデヤ戦に敗れたことで、残り3試合で入れ替え戦に出場できる14位との勝ち点差が10となり、ファーストリーグに自動降格することが決定した。第16節後に起きた財政問題により、ファーストチームのほぼすべての選手と監督がチームを去り、その後は第17節のイスロチ・ミンスク・ラヨン戦に勝利したのを最後に10連敗を記録していた。

## タイトル

### 国内タイトル
- ベラルーシ・セカンドリーグ：1回
  - 2012

### 国際タイトル
- なし

## 過去の成績
| シーズン | ディビジョン     | ディビジョン | ディビジョン | ディビジョン | ディビジョン | ディビジョン | ディビジョン | ディビジョン | ディビジョン | ベラルーシ・カップ |
| シーズン | リーグ           | 試           | 勝           | 分           | 敗           | 得           | 失           | 点           | 順位         | ベラルーシ・カップ |
| -------- | ---------------- | ------------ | ------------ | ------------ | ------------ | ------------ | ------------ | ------------ | ------------ | ------------------ |
| 2013     | ファーストリーグ | 30           | 12           | 8            | 10           | 50           | 37           | 44           | 8位          |                    |
| 2014     | ファーストリーグ | 30           | 12           | 4            | 14           | 37           | 41           | 40           | 10位         | 2回戦敗退          |
| 2015     | ファーストリーグ | 30           | 13           | 8            | 9            | 47           | 37           | 47           | 7位          | 2回戦敗退          |
| 2016     | ファーストリーグ | 26           | 9            | 7            | 10           | 38           | 29           | 34           | 8位          | ベスト32           |
| 2017     | ファーストリーグ | 30           | 18           | 4            | 8            | 46           | 22           | 58           | 2位          | ベスト32           |
| 2018     | プレミアリーグ   | 30           | 5            | 9            | 16           | 21           | 39           | 24           | 15位         | ベスト32           |
| 2019     | ファーストリーグ | 28           | 19           | 7            | 2            | 60           | 15           | 64           | 2位          | ベスト16           |
| 2020     | プレミアリーグ   | 29           | 3            | 5            | 21           | 27           | 72           | 14           | 16位         | ベスト32           |
| 2021     | ファーストリーグ |              |              |              |              |              |              |              | 位           | ベスト32           |